# Neopentilglicol
El neopentilglicol, denominado 2,2-dimetilpropano-1,3-diol de acuerdo a la nomenclatura IUPAC, es un diol de fórmula molecular C5H12O2.
Es isómero de posición del 1,5-pentanodiol pero, a diferencia de este, su cadena carbonada (que corresponde a la del neopentano) es ramificada.

## Propiedades físicas y químicas
El neopentilglicol es un sólido blanco cristalino que tiene su punto de fusión a 128 °C y su punto de ebullición a 210 °C.
Su densidad, superior a la del agua, es de 1,042 g/cm³; en estado gaseoso, esta es 3,6 veces mayor que la del aire.
El valor calculado del logaritmo de su coeficiente de reparto, logP ≃ 0,0, conlleva que su solubilidad es semejante en disolventes hidrófobos —como el 1-octanol— que en disolventes hidrófilos. En agua, su solubilidad es de 82 g/L.
En cuanto a su reactividad, es incompatible con anhídrido acético, cloruros de acilo y agentes oxidantes fuertes.

## Síntesis
El neopentilglicol se sintetiza industrialmente mediante la reacción aldólica entre formaldehído e isobutiraldehído. Ello conlleva la formación de hidroxipivaldehído, el cual se puede convertir en neopentilglicol bien con exceso de formaldehído o bien por hidrogenación catalítica del grupo aldehído a alcohol.
Este procedimiento puede hacerse usando un catalizador fuertemente alcalino, como hidróxido de sodio, hidróxido de potasio o hidróxido de calcio. Sin embargo, ello tiene la desventaja de que se forma gran cantidad de formato de sodio como subproducto, por lo que este método no es comercialmente viable a menos que se encuentre un uso económico para el citado formato.
Para evitar esto, la condensación aldólica se lleva a cabo con aminas terciarias como catalizadores, prosiguiendo la hidrogenación con un catalizador de cromito de cobre promovido por óxido de manganeso, con uno que contenga platino, rutenio y tungsteno, o con uno compuesto por cobre, zinc y circonio.
La hidrogenación de hidroxipivaldehído puede también hacerse con un catalizador de níquel a una temperatura inferior a 100 °C si se utiliza alcohol alifático o éter (o una mezcla de ambos) como disolvente, limitando la cantidad de agua presente en el mismo.
Asimismo, existe un método para preparar propano-1,3-dioles, disustituidos en la posición 2, por reacción con etanales, disustituidos también en la posición 2, con formaldehído. Así, la reacción entre 1,4-dioxano y isobutiraldehído, en presencia de un intercambiador de iones ácido, permite obtener neopentilglicol con un rendimiento del 87%.
Por otra parte, la fotólisis de 2-(2-hidroxi-5-metoxifenil)-5,5-dimetil-1,3-dioxano con luz de 300 nm resulta en la formación de neopentilgilcol y 2-hidroxi-5-metoxibenzaldehído con un elevado rendimiento (98%).

## Usos
El neopentilglicol es un intermediario importante en la producción de diversas resinas sintéticas, tales como resinas acrílicas, resinas de poliéster, resinas de poliuretano, resinas alquílicas y resinas de policarbonato.
En este aspecto, se ha utilizado para elaborar fibras amorfas y cristalinas de poliéster, utilizadas a su vez en hilos, telas y materiales no tejidos.
Este diol también se emplea en la preparación de plastificantes, lubricantes sintéticos, adhesivos, revestimientos y surfactantes.

## Precauciones
El neopentilglicol es un producto irritante para piel y ojos. Su ingestión puede ocasionar irritación gastrointestinal provocando náuseas, vómitos y diarrea.
Por otra parte, es un compuesto combustible que tiene su punto de inflamabilidad a 107 °C y su temperatura de autoignición a 375 °C.